# Cirsium erisithales
Cirsium erisithales là một loài thực vật có hoa trong họ Cúc. Loài này được (Jacq.) Scop. mô tả khoa học đầu tiên năm 1769.